# Sofia Akimova
Sofia Akimova (Moscú, septiembre de 1824-Rámenskoye, 16 de junio de 1889) fue una popular actriz de teatro, asociada con el teatro Maly de Moscú.
Hizo su debut en 1846; eran notables sus interpretaciones en obras de los dramaturgos Nikolai Gogol, Denis Fonvizin, Alexander Griboyedov, y especialmente, Alexander Ostrovsky.